# Johan Sasse
Johan Sasse (1862-1916) was een Nederlandse arts en een van de grondleggers van de fysische antropologie in Nederland. Hij behaalde zijn titel in 1888, maar moest daarna enkele jaren rust houden vanwege zijn zwakke gezondheid. In deze periode schreef hij een dissertatie over Zeeuwse schedels. Zijn interesse in relatief geïsoleerde gemeenschappen, waar volgens hem de lokale raseigenschappen het best zouden zijn geconserveerd, bracht hem naar Urk en in 1912 naar Terschelling om lichaamsmetingen en onderzoek naar raszuiverheid te verrichten.
Sasse werkte tot 1908 als praktiserend arts in Zaandam. Hij was secretaris van de Commissie voor Ethnologie en medeoprichter van de Nederlandsche Anthropologische Vereeniging.
Onlangs zijn de nagenoeg vergeten schriften met veldwerkaantekeningen en een doos met foto's van Sasses onderzoek op Terschelling teruggevonden in de Universiteitsbibliotheek Leiden.